# 2014—2015年西南印度洋熱帶氣旋季
2014－2015年西南印度洋熱帶氣旋季在2014年11月15日開始，並在2015年4月30日完結（某些地區的熱帶氣旋季在2015年5月15日完結）。
此文內容只包含在西南印度洋形成的熱帶氣旋的介紹。
風暴是由留尼汪氣象部發出報告。如果一個熱帶低氣壓在南緯0-40度，東經31-55度之間增強為中度熱帶風暴的話，馬達加斯加就會為它命名。如果一個熱帶低氣壓在南緯0-40度，東經55-90度之間增強為中度熱帶風暴的話，毛里求斯就會為它命名。

## 熱帶氣旋
- 如果一個熱帶低氣壓在南緯0-40度，東經31-90度之間增強為中度熱帶風暴的話，馬達加斯加或毛里求斯就會為它命名。由於每年都會有新的名字清單，所以不會停用名字。

以下所有氣旋的強度及其他相關資訊均以留尼汪氣象部公報為準。

### 強烈熱帶風暴阿嘉莉（Adjali）
2014年11月14日，一個低壓區約在南緯7度、東經68度生成。美國海軍研究實驗室給予擾動編號95S。
11月15日10:30，聯合颱風警報中心對其在24小時內形成為熱帶氣旋的機會給予「LOW」的評級。
11月16日02:30，聯合颱風警報中心對其評級提升為「MEDIUM」。清晨6時，留尼旺氣象部將其升格為熱帶擾動，並給予編號01R。中午12時，留尼旺氣象部將其升格為熱帶低氣壓。13:30，聯合颱風警報中心對其發佈熱帶氣旋形成警報，並對其評級提升為「HIGH」。傍晚6時，留尼旺氣象部將其升格為中度熱帶風暴，毛里裘斯氣象部門將其命名為Adjali（阿嘉莉）。同時，聯合颱風警報中心將其升格為熱帶風暴，並給予編號01S。
11月17日清晨6時，留尼旺氣象部將其升格為強烈熱帶風暴。
11月18日凌晨12時，聯合颱風警報中心將其升格為一級熱帶氣旋。清晨6時，聯合颱風警報中心將其降格為熱帶風暴。傍晚6時，留尼旺氣象部將其降格為中度熱帶風暴。
11月19日傍晚6時，留尼旺氣象部將其降格為熱帶低氣壓。同時，聯合颱風警報中心對其發出最後的警報。
11月23日傍晚6時，留尼旺氣象部對其發出最後的警報。

### 強烈熱帶氣旋凱特（Kate）
2014年12月30日清晨6時，凱特越過東經90度線，離開澳洲海域，進入由留尼旺氣象部負責的西南印度洋海域。當時留尼旺氣象部將其定性為強烈熱帶氣旋，而聯合颱風警報中心當時將其定性為三級熱帶氣旋。中午12時，留尼旺氣象部將其降格為熱帶氣旋。
12月31日凌晨12時，聯合颱風警報中心將其降格為二級熱帶氣旋。清晨6時，留尼旺氣象部將其降格為強烈熱帶風暴。同時，聯合颱風警報中心將其降格為一級熱帶氣旋。中午12時，留尼旺氣象部將其降格為中度熱帶風暴。同時，聯合颱風警報中心將其降格為熱帶風暴，並對其發出最後的警報。傍晚6時，留尼旺氣象部將其降格為熱帶低氣壓，並對其發出最後的警報。
其後，於留尼旺氣象部所發佈的最佳路徑中，把凱特的接近中心最高持續風速下調為90節，中心最低氣壓上調至950hPa。

### 特強熱帶氣旋班西（Bansi）
2015年1月9日中午12時，留尼旺氣象部開始斷續地為一個在馬達加斯加以東海域的一個「不穩定天氣區域」（A Zone of Disturbed Weather）發出熱帶氣旋報告，並給予編號05R。
1月10日02:30，聯合颱風警報中心對其在24小時內形成為熱帶氣旋的機會給予「LOW」的評級。傍晚6時，聯合颱風警報中心對其評級提升為「MEDIUM」。同時，留尼旺氣象部將其升格為熱帶擾動。
1月11日凌晨12時，留尼旺氣象部將其升格為熱帶低氣壓。凌晨2時，聯合颱風警報中心對其發佈熱帶氣旋形成警報，並對其評級提升為「HIGH」。清晨6時，聯合颱風警報中心將其升格為熱帶風暴，並給予編號05S。同時，留尼旺氣象部將其升格為中度熱帶風暴，馬達加斯加氣象部門將其命名為Bansi（班西）。中午12時，留尼旺氣象部將其升格為強烈熱帶風暴。傍晚6時，留尼旺氣象部將其升格為熱帶氣旋。同時，聯合颱風警報中心將其升格為一級熱帶氣旋。
1月12日，班西快速增強。清晨6時，聯合颱風警報中心直接將其升格為三級熱帶氣旋。中午12時，留尼旺氣象部將其升格為強烈熱帶氣旋。同時，聯合颱風警報中心將其升格為四級熱帶氣旋。
1月13日凌晨12時，留尼旺氣象部將其升格為特強熱帶氣旋。同時，聯合颱風警報中心將其升格為五級熱帶氣旋，成為自2013年氣旋布魯斯以來，首個西南印度洋的五級熱帶氣旋。同日，班西進入眼牆置換循環，因此其強度開始減弱。清晨6時，聯合颱風警報中心將其降格為四級熱帶氣旋。中午12時，留尼旺氣象部將其降格為強烈熱帶氣旋。
1月14日凌晨12時，留尼旺氣象部將其降格為熱帶氣旋。清晨6時，聯合颱風警報中心直接將其降格為二級熱帶氣旋。
1月15日，隨著班西完成眼牆置換過程，強度開始重新增強。清晨6時，留尼旺氣象部再次將其升格為強烈熱帶氣旋。同時，聯合颱風警報中心直接將其升格為四級熱帶氣旋。
1月17日凌晨12時，留尼旺氣象部將其降格為熱帶氣旋。清晨6時，聯合颱風警報中心直接將其降格為二級熱帶氣旋。傍晚6時，聯合颱風警報中心將其降格為一級熱帶氣旋。
1月18日清晨6時，留尼旺氣象部將其降格為強烈熱帶風暴。中午12時，留尼旺氣象部將其定性為後熱帶氣旋。傍晚6時，留尼旺氣象部認為班西已經轉化為溫帶氣旋，並為其發出最後熱帶氣旋報告。同時，聯合颱風警報中心將其降格為熱帶風暴，並為其發出最後熱帶氣旋報告。

### 強烈熱帶風暴查德扎（Chedza）
2015年1月11日，美國海軍研究實驗室對一個在莫桑比克近岸的陸上系統給予編號93S。
1月12日傍晚6時，聯合颱風警報中心對其在24小時內形成為熱帶氣旋的機會給予「LOW」的評級。
1月14日清晨6時，留尼旺氣象部開始為93S發出熱帶氣旋報告，並給予編號06R。當時留尼旺氣象部將其評定為「不穩定天氣區域」（A Zone of Disturbed Weather）。中午12時，留尼旺氣象部將其升格為熱帶擾動。
1月15日傍晚6時，留尼旺氣象部將其升格為熱帶低氣壓。
1月16日凌晨12時，留尼旺氣象部將其升格為中度熱帶風暴，馬達加斯加氣象部門將其命名為Chedza（查德扎）。同時，聯合颱風警報中心將其升格為熱帶風暴，並給予編號06S。中午12時，留尼旺氣象部將其升格為強烈熱帶風暴。傍晚6時，查德扎在馬達加斯加梅納貝區穆龍達瓦海岸登陸。同時，留尼旺氣象部將其降格為中等熱帶風暴。
1月17日凌晨12時，留尼旺氣象部將其降格為熱帶低氣壓。同時，聯合颱風警報中心將其降格為熱帶低氣壓。大約早上10時，查德扎從馬達加斯加法土法韋-非圖韋那尼區馬南扎里移入海洋。傍晚6時，留尼旺氣象部再次將其升格為中度熱帶風暴。
1月18日凌晨12時，聯合颱風警報中心為其發出最後熱帶氣旋報告。
1月19日凌晨12時，留尼旺氣象部再次將其升格為強烈熱帶風暴。中午12時，留尼旺氣象部將其定性為後熱帶氣旋。傍晚6時，留尼旺氣象部為其發出最後熱帶氣旋報告。

### 中度熱帶風暴戴蒙德拉（Diamodra）
2015年1月26日清晨6時，留尼旺氣象部開始為一個在西南印度洋東部的一個「不穩定天氣區域」（A Zone of Disturbed Weather）發出熱帶氣旋報告，並給予編號07R。中午12時，留尼旺氣象部將其升格為熱帶擾動。傍晚6時，聯合颱風警報中心將其升格為熱帶風暴，並給予編號08S。
1月27日凌晨12時，留尼旺氣象部將其升格為熱帶低氣壓。清晨6時，留尼旺氣象部將其升格為中度熱帶風暴，毛里裘斯氣象部門將其命名為Diamondra（戴蒙德拉）。
1月29日清晨6時，聯合颱風警報中心為其發出最後熱帶氣旋報告。
1月30日清晨6時，留尼旺氣象部將其定性為後熱帶氣旋。
2月1日清晨6時，留尼旺氣象部認為戴蒙德拉已經轉化為溫帶氣旋，並為其發出最後熱帶氣旋報告。

### 特強熱帶氣旋尤尼思（Eunice）
2015年1月27日清晨6時，留尼旺氣象部把一個在南緯13度，東經63度左右的低壓區升格為熱帶擾動，並給予編號08R。中午12時，留尼旺氣象部將其升格為熱帶低氣壓。傍晚6時，聯合颱風警報中心將其升格為熱帶風暴，並給予編號09S。
1月28日凌晨12時，留尼旺氣象部將其升格為中度熱帶風暴，毛里裘斯氣象部門將其命名為Eunice（尤尼思）。清晨6時，留尼旺氣象部將其升格為強烈熱帶風暴。同時，聯合颱風警報中心將其升格為一級熱帶氣旋。中午12時，留尼旺氣象部將其升格為熱帶氣旋。同時，聯合颱風警報中心將其升格為二級熱帶氣旋。
1月29日，尤尼思快速增強。中午12時，留尼旺氣象部將其升格為強烈熱帶氣旋。同時，聯合颱風警報中心直接將其升格為四級熱帶氣旋。傍晚6時，留尼旺氣象部將其升格為特強熱帶氣旋。
1月30日凌晨12時，聯合颱風警報中心將其升格為五級熱帶氣旋，成為自本年氣旋班西以來，第二個西南印度洋的五級熱帶氣旋。清晨6時，留尼旺氣象部評定尤尼思的10分鐘中心風力為130kt，中心最低氣壓為900hPa，使尤尼思的巔峰風力超越氣旋加菲洛，成為西南印度洋有記錄以來巔峰風力最強之熱帶氣旋，不過氣壓仍略高於加菲洛5hPa。
1月31日，尤尼思進入眼牆置換循環，因此其強度開始減弱。凌晨12時，留尼旺氣象部將其降格為強烈熱帶氣旋。同時，聯合颱風警報中心將其降格為四級熱帶氣旋。傍晚6時，留尼旺氣象部將其降格為熱帶氣旋。
2月1日凌晨12時，聯合颱風警報中心直接將其降格為二級熱帶氣旋。中午12時，聯合颱風警報中心將其降格為一級熱帶氣旋。
2月2日凌晨12時，留尼旺氣象部將其定性為後熱帶氣旋。中午12時，聯合颱風警報中心將其降格為熱帶風暴，並為其發出最後熱帶氣旋報告。
2月3日凌晨12時，留尼旺氣象部為其發出最後熱帶氣旋報告。

### 強烈熱帶風暴方迪（Fundi）
2015年2月4日，美國海軍研究實驗室對一個在莫桑比克近岸的系統給予編號92S。
2月5日中午12時，留尼旺氣象部開始為一個在莫桑比克海峽西南部的一個「不穩定天氣區域」（A Zone of Disturbed Weather）發出熱帶氣旋報告，並給予編號09R。
2月6日清晨6時，留尼旺氣象部直接將其升格為熱帶低氣壓。中午12時，留尼旺氣象部將其升格為中度熱帶風暴，馬達加斯加氣象部門將其命名為Fundi（方迪）。18:00，聯合颱風警報中心將其升格為熱帶風暴，並給予編號11S。
2月8日18:00，聯合颱風警報中心為其發出最後熱帶氣旋報告。
2月9日凌晨12時，留尼旺氣象部將其定性為後熱帶氣旋。清晨6時，留尼旺氣象部認為方迪已經轉化為溫帶氣旋，並為其發出最後熱帶氣旋報告。
留尼旺氣象部在事後發佈的最佳路徑中，把方迪的強度向上修訂為強烈熱帶風暴，接近中心最高持續風速上調為50節，中心最低氣壓下調至985hPa。

### 強烈熱帶風暴格倫達（Glenda）
2015年2月22日中午12時，留尼旺氣象部開始為一個在南緯14度，東經78度左右的一個「不穩定天氣區域」（A Zone of Disturbed Weather）發出熱帶氣旋報告，並給予編號10R。
2月23日清晨6時，留尼旺氣象部將其升格為熱帶擾動。
2月24日清晨6時，留尼旺氣象部將其升格為熱帶低氣壓。同時，聯合颱風警報中心將其升格為熱帶風暴，並給予編號14S。中午12時，留尼旺氣象部將其升格為中度熱帶風暴，毛里裘斯氣象部門將其命名為Glenda（格倫達）。
2月28日清晨6時，留尼旺氣象部將其定性為後熱帶氣旋。同時，聯合颱風警報中心為其發出最後熱帶氣旋報告。
3月1日清晨6時，留尼旺氣象部為其發出最後熱帶氣旋報告。

### 中度熱帶風暴哈利巴（Haliba）
2015年3月7日中午12時，留尼旺氣象部把一個在南緯19度，東經50度左右的低壓區升格為熱帶擾動，並給予編號12R。
3月8日中午12時，留尼旺氣象部將其升格為熱帶低氣壓。18:00，留尼旺氣象部將其升格為中度熱帶風暴，馬達加斯加氣象部門將其命名為Haliba（哈利巴）。同時，聯合颱風警報中心將其升格為熱帶風暴，並給予編號16S。
3月10日清晨6時，留尼旺氣象部將其降格為熱帶低氣壓。同時，聯合颱風警報中心將其降格為熱帶低氣壓，並為其發出最後的警報。中午12時，留尼旺氣象部將其降格為熱帶擾動。
3月11日清晨6時，留尼旺氣象部為其發出最後熱帶氣旋報告。
其後，於留尼旺氣象部所發布的最佳路徑中，留尼旺氣象部將哈利巴的風速上調為45節。

### 熱帶氣旋喬萊恩（Joalane）
2015年4月1日中午12時，留尼旺氣象部把一個在南緯18度，東經74度左右的低壓區升格為熱帶擾動，並給予編號13R。
4月2日清晨6時，留尼旺氣象部將其降格為「不穩定天氣區域」（A Zone of Disturbed Weather）。中午12時，留尼旺氣象部為其發出最後熱帶氣旋報告。
4月5日，其殘餘雲系在南緯16度，東經64度左右海面上重新發展。中午12時，留尼旺氣象部再次將其升格為熱帶擾動。
4月6日凌晨12時，留尼旺氣象部將其升格為熱帶低氣壓。同時，聯合颱風警報中心將其升格為熱帶風暴，並給予編號22S。18:00，留尼旺氣象部將其升格為中等熱帶風暴，毛里裘斯氣象部門將其命名為Joalane（喬萊恩）。
4月7日凌晨12時，留尼旺氣象部將其升格為強烈熱帶風暴。中午12時，聯合颱風警報中心將其升格為一級熱帶氣旋。18:00，留尼旺氣象部將其升格為熱帶氣旋。
4月8日凌晨12時，聯合颱風警報中心將其升格為二級熱帶氣旋。
4月9日中午12時，留尼旺氣象部將其降格為強烈熱帶風暴。同時，聯合颱風警報中心將其降格為一級熱帶氣旋。18:00，留尼旺氣象部再次將其升格為熱帶氣旋。
4月11日清晨6時，聯合颱風警報中心再次將其升格為二級熱帶氣旋。18:00，聯合颱風警報中心將其降格為一級熱帶氣旋。
4月12日凌晨12時，留尼旺氣象部將其定性為後熱帶氣旋。清晨6時，聯合颱風警報中心將其降格為熱帶風暴，並為其發出最後熱帶氣旋報告。
4月13日中午12時，留尼旺氣象部為其發出最後熱帶氣旋報告。

### 強烈熱帶風暴伊科娜（Ikola）
2015年4月5日06:00，留尼旺氣象部把一個在南緯12度，東經87度左右的低壓區直接升格為熱帶低氣壓，並給予編號14R。18:00，留尼旺氣象部將其升格為中度熱帶風暴，毛里裘斯氣象部門將其命名為Ikola（伊科拉）。同時，聯合颱風警報中心將其升格為熱帶風暴，並給予編號21S。
4月6日06:00，留尼旺氣象部將其升格為強烈熱帶風暴。同時，聯合颱風警報中心將其升格為一級熱帶氣旋。中午12時，留尼旺氣象部將其升格為熱帶氣旋。18:00，伊科拉越過東經90度線，離開西南印度洋海域，進入澳洲海域。

## 其他熱帶氣旋
除了被命名的熱帶氣旋外，還有一些沒被命名的低氣壓和被聯合颱風警報中心認為是熱帶風暴的熱帶氣旋。以下列出那些熱帶氣旋的資料。

### 熱帶低氣壓02R
2014年11月21日，一個低壓區在南緯6度，東經88度左右生成。同日，美國海軍研究實驗室給予擾動編號97S。
11月22日18:00，聯合颱風警報中心對其在24小時內形成為熱帶氣旋的機會給予「LOW」的評級。
11月25日06:30，聯合颱風警報中心對其評級提升為「MEDIUM」。中午12時，留尼旺氣象部將其升格為熱帶擾動，並給予編號02R。18:00，留尼旺氣象部將其升格為熱帶低氣壓。
11月26日中午12時，留尼旺氣象部將其降格為熱帶擾動，並開始只不定時地對02R發出熱帶氣旋報告。
11月27日07:30，聯合颱風警報中心對其發佈熱帶氣旋形成警報，並對其評級提升為「HIGH」。
11月28日06:00，留尼旺氣象部再次將其升格為熱帶低氣壓。中午12時，聯合颱風警報中心將其升格為熱帶風暴，並給予編號02S。
11月29日凌晨12時，聯合颱風警報中心將其降格為熱帶低氣壓。中午12時，留尼旺氣象部將其降格為熱帶擾動。同時，聯合颱風警報中心對其發出最後的警報。
11月30日06:00，留尼旺氣象部為其發出最後熱帶氣旋報告。

### 殘餘低壓巴貢（Bakung）
2014年12月13日06:00，巴貢越過東經90度線，離開印尼海域，進入由留尼旺氣象部負責的西南印度洋海域。當時留尼旺氣象部將其定性為熱帶擾動，並為其發出最後熱帶氣旋報告。而聯合颱風警報中心當時將其定性為熱帶風暴，並為其發出最後熱帶氣旋報告。
其後，巴貢已經逐漸消散。

### 熱帶低氣壓11R
2015年3月3日，美國海軍研究實驗室對一個在莫桑比克近岸的系統給予編號92S。
3月5日中午12時，聯合颱風警報中心將其升格為熱帶風暴，並給予編號15S。
3月6日06:00，留尼旺氣象部直接將其升格為熱帶低氣壓，並給予編號11R。
3月7日06:00，留尼旺氣象部將其降格為熱帶擾動。同時，聯合颱風警報中心將其降格為熱帶低氣壓，並為其發出最後的警報。
3月8日06:00，留尼旺氣象部為其發出最後熱帶氣旋報告。早上9時，其殘餘雲系在馬達加斯加梅拉基區邁因蒂拉努海岸登陸。
3月9日17:00，其殘餘雲系從馬達加斯加法土法韋-非圖韋那尼區努西瓦里卡移入海洋。
3月11日凌晨12時，其殘餘雲系逐漸消散。

## 2014-15年風暴名單
西南印度洋的熱帶氣旋是由世界氣象組織西南印度洋熱帶氣旋委員會命名。由毛里裘斯、馬拉維、莫桑比克、納米比亞、塞舌爾、南非、斯威士蘭、津巴布韋、坦桑尼亞、博茨瓦納、科摩羅、萊索托和馬達加斯加提供名字。當熱帶氣旋在東經55度以西達到「中度熱帶風暴」的強度，位於馬達加斯加的熱帶氣旋警告中心就會為該系統命名。當熱帶氣旋在東經55度及東經90度之間達到「中度熱帶風暴」的強度，位於毛里裘斯的熱帶氣旋警告中心就會為該系統命名。本年未用名稱以灰色表示，黑體字表示今年已經使用過，粗體名稱表示該風暴活躍中，橙色表示下一個即將使用的熱帶氣旋名稱。
| - Adjali - Bansi - Chedza - Diamondra - Eunice - Fundi - Glenda - Haliba - Ikola | - Joalane - Kesha（未用） - Lugenda（未用） - Mahara（未用） - Nathan（未用） - Oscar（未用） - Puleng（未用） - Quotto（未用） - Roselina（未用） | - Sitara（未用） - Tarik（未用） - Umali（未用） - Vuntu（未用） - Wezi（未用） - Xolani（未用） - Yolande（未用） - Zita（未用） |

## 內部連結
- 2014年太平洋颱風季
- 2014年太平洋颶風季
- 2014年大西洋颶風季
- 2014年北印度洋氣旋季
- 2015年太平洋颱風季
- 2015年太平洋颶風季
- 2015年大西洋颶風季
- 2015年北印度洋氣旋季
- 2014－2015年澳洲地區熱帶氣旋季
- 2014－2015年南太平洋熱帶氣旋季

## 外部連結
- 聯合颱風警報中心 (JTWC)
- 法國氣象局 (RSMC La Réunion)Portuguese Web Archive的存檔，存档日期2009-07-12
- 世界氣象組織